# Technika koncertująca
Technika koncertująca – technika polegająca na przeciwstawianiu i współdziałaniu dwóch lub więcej partii w utworze muzycznym (np. solowej i orkiestrowej) albo grupy instrumentów wykonujących solistyczne partie z towarzyszeniem orkiestry. Rozwijana była w okresie baroku. Wyrosła z techniki polichóralnej i była stosowana w concerto grosso, w koncercie na jeden lub kilka solowych instrumentów, w koncercie wokalnym i tzw. symfonii koncertującej.